# Bazilika Majke Božje Afričke u Alžiru
Bazilika Majke Božje Afričke (fra.: Notre Dame d'Afrique) je katolička crkva. Bazilika je grada Alžira, Alžir.
Bazilika je otvorena 1872. nakon što se gradila 14 godina. Njen arhitekt je bio Jean Eugène Fromageau, koji je bio postavljen za glavnog arhitekta za crkvene građevine u Francuskom Alžiru 1859.Crkvu je projektirao u neobizantskom stilu koji je onda bio u modi za crkvenu arhitekturu u Francuskoj. Tlocrt je neuobičajen, jer se kor nalazi na jugoistoku umjesto uobičajenog istočnog dijela zgrade.
Bazilika Majke Božje Afričke se nalazi na sjevernom dijelu Alžira, na 124 m visokoj klisuri, kruni, s koje se vidi Alžirski zaljev. Nekad se do nje moglo doći žičarom. Baziliku se može smatrati antipodom crkvi Majke Božje Gardske (Notre-Dame de la Garde) koja se nalazi na suprotnoj strani Sredozemnog mora, u Marseilleu.
Simbolična i vjerska važnost ove crkve se može sažeti u natpisu na apsidi:
Notre Dame d'Afrique priez pour nous et pour les Musulmans ("Majko Božja Afrička, moli za nas i za muslimane").